# Église Notre-Dame-de-la-Dormition de Sainte-Geneviève-des-Bois
Pour les articles homonymes, voir Église Notre-Dame-de-l'Assomption.
L'église Notre-Dame-de-l'Assomption est une église de culte orthodoxe et de tradition russe, dédiée à la Dormition de la Mère de Dieu (Assomption de la Vierge Marie), située dans la commune française de Sainte-Geneviève-des-Bois et le département de l'Essonne.

## Situation
L'église de la Dormition de la Mère de Dieu est située dans le cimetière de Liers de Sainte-Geneviève-des-Bois, excentré du centre-ville et en partie installé dans le bois des Troux, rue Léo-Lagrange, à proximité du carré réservé aux sépultures russes orthodoxes.

## Histoire
À la suite de l'achat en 1927 du château de la Cossonnerie pour devenir une maison de retraite pour les émigrés russes en France, il fut décidé d'ouvrir dans le nouveau cimetière municipal un carré réservé aux sépultures orthodoxes russes. Pour célébrer les funérailles et les offices paroissiaux, une église fut construite dont la première pierre fut posée le 9 avril 1938 et qui fut consacrée le 14 octobre 1939 par le Métropolite Euloge.
Le 1er juillet 1974, l'église fut inscrite aux monuments historiques.

## Description
L'église est bâtie selon les préceptes de l'architecture de Novgorod des XVe et XVIe siècles selon un plan carré, la façade orientée à l'ouest avec un chevet circulaire encadré par deux chapelles absidiales percé de baies étroites, au mur enduit de blanc. Le toit peint en vert symbolise la terre, il est surmonté d'un clocher à bulbe peint en bleu symbolisant le ciel. À proximité de l'église, se trouve un campanile rectangulaire, lui aussi blanc, vert et bleu et supporte six cloches.
Le porche est surmonté d'une fresque illustrant l'Assomption de la Vierge Marie (Dormition de la Mère de Dieu - Théotokos) , le dôme de la nef est orné d'une fresque ornée d'un Christ bénissant l'assemblée. L'iconostase en bois peint construit par l'ingénieur Grékoff, comporte les icônes des douze grandes fêtes religieuses. Sur la table des défunts, repose une plaque à la mémoire des trente mille cosaques (hommes, femmes et enfants). Ayant suivi l'armée du Troisième Reich, ils furent livrés à Lienz le 1er juin 1945, dans le cadre des accords secrets de Yalta, par les Alliés anglais aux soviétiques qui les exterminèrent en majorité sur place. Au sous-sol, la crypte accueille les tombeaux des évêques du diocèse orthodoxe des paroisses de tradition russe en Europe Occidentale (Patriarcat Œcuménique), de l'architecte et peintre des fresques de l'église et de la crypte Albert Benois, de son épouse Marguerite, et de plusieurs bienfaiteurs de l'église, dont Vladimir Nikolaïevitch Kokovtsov.

## Galerie

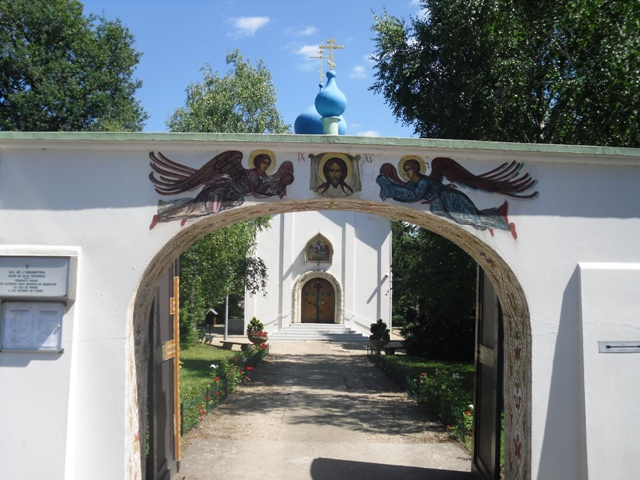
Détail de la clôture.
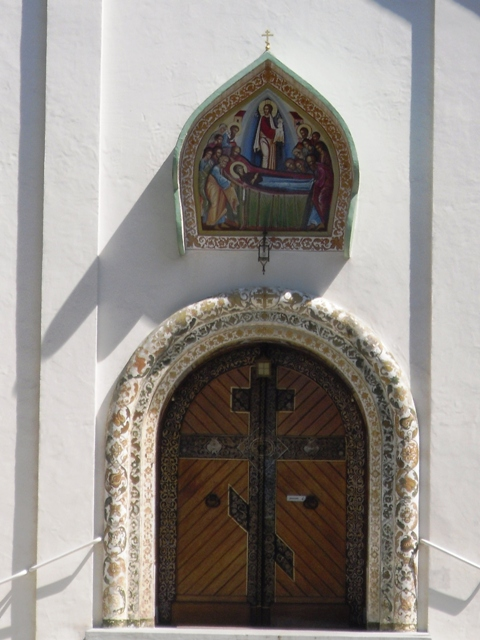
Détail du portail.
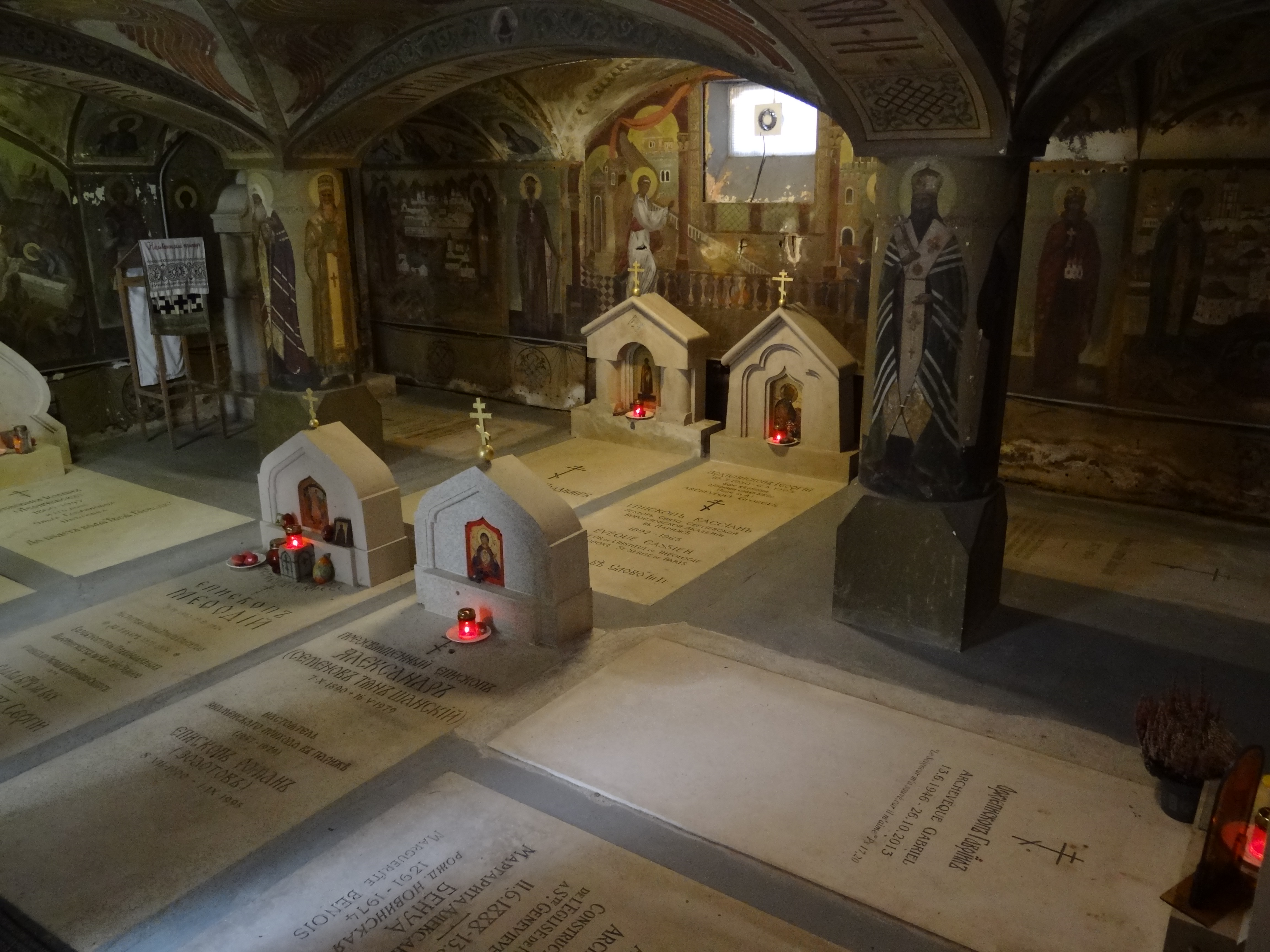
Vue de la crypte.

## Pour approfondir

## Sources
1. ↑  Histoire de l'église sur le site communautaire russie.net Consulté le 22/07/2009.
2. ↑  « Eglise orthodoxe russe Notre-Dame-de-l'Assomption », notice no PA00088003, sur la plateforme ouverte du patrimoine, base Mérimée, ministère français de la Culture Consulté le 22/07/2009.
3. ↑  Fiche de l'église sur le site topic-topos.com Consulté le 22/07/2009.
4. ↑  Fiche du campanile de l'église sur le site topic-topos.com Consulté le 22/07/2009.
5. ↑  Fiche de la fresque du porche sur le site topic-topos.com Consulté le 22/07/2009.
6. ↑  Fiche de la fresque du dôme sur le site topic-topos.com Consulté le 22/07/2009.